# Charles R. Train

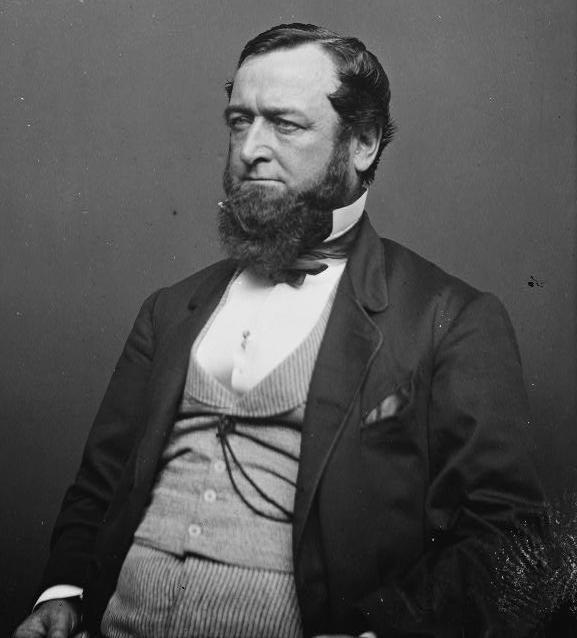
Charles R. Train

Charles Russell Train (* 18. Oktober 1817 in Framingham, Massachusetts; † 28. Juli 1885 in Conway, New Hampshire) war ein US-amerikanischer Politiker. Zwischen 1859 und 1863 vertrat er den Bundesstaat Massachusetts im US-Repräsentantenhaus.

## Werdegang
Charles Train besuchte die öffentlichen Schulen seiner Heimat und studierte danach bis 1837 an der Brown University in Providence (Rhode Island). Nach einem anschließenden Jurastudium an der Harvard University und seiner Zulassung als Rechtsanwalt begann er ab 1841 in Framingham in diesem Beruf zu arbeiten. Zwischen 1848 und 1854 war er Bezirksstaatsanwalt. Gleichzeitig schlug er eine politische Laufbahn ein. Von 1847 bis 1848 saß er als Abgeordneter im Repräsentantenhaus von Massachusetts. Im Jahr 1853 war er Delegierter auf einer Versammlung zur Überarbeitung der Staatsverfassung. Train schloss sich der 1854 gegründeten Republikanischen Partei an. In den Jahren 1856 und 1864 war er Delegierter zu den jeweiligen Republican National Conventions, auf denen John C. Frémont und später Abraham Lincoln als Präsidentschaftskandidaten nominiert wurden. Zwischen 1857 und 1858 zählte Train auch zum Beraterstab des Gouverneurs von Massachusetts.
Bei den Kongresswahlen des Jahres 1858 wurde Train im achten Wahlbezirk von Massachusetts in das US-Repräsentantenhaus in Washington, D.C. gewählt, wo er am 4. März 1859 die Nachfolge von Chauncey L. Knapp antrat. Nach einer Wiederwahl konnte er bis zum 3. März 1863 zwei Legislaturperioden im Kongress absolvieren. Diese waren von den Ereignissen vor und während des Bürgerkrieges geprägt. Während seiner Zeit als Kongressabgeordneter war Train Vorsitzender des Ausschusses für öffentliche Liegenschaften. 1862 war er an der Durchführung eines Amtsenthebungsverfahrens gegen Bundesrichter West Hughes Humphreys beteiligt. Im selben Jahr verzichtete er auf eine erneute Kandidatur.
Train nahm auch als Offizier im Heer der Union am Bürgerkrieg teil. Zeitweise diente er im Stab von General George B. McClellan. Nach dem Krieg zog er nach Boston. Von 1868 bis 1871 war er nochmals Abgeordneter im Staatsparlament. Zwischen 1871 und 1878 bekleidete er das Amt des Attorney General von Massachusetts. Ansonsten praktizierte er wieder als Anwalt. Charles Train starb am 28. Juli 1885 während eines Besuchs in Conway und wurde in seinem Heimatort Framingham beigesetzt.